# Hormigueros (Puerto Rico)
Hormigueros es un municipio localizado al oeste del Estado Libre Asociado de Puerto Rico. Hormigueros está repartida en 5 barrios y Hormigueros Pueblo, el centro urbano y administrativo del municipio de Hormigueros.

## Cronología Histórica
Datos relevantes de la historia de Hormigueros

### Etapa precolombina
1280-1435 - Período cronológico en el que se ubica el poblado y conchero indígena en la Hacienda Luisa Josefa del barrio Benavente al sureste de Hormigueros.
En este lugar se realizaron excavaciones a cargo del arqueólogo Luis Chanlatte en las que se encontraron un gran número de osamentas, utensilios en cerámicas, trabajos en piedra y concha los cuales se analizaron mediante la prueba de radio carbono. De la información que arrojaron estas pruebas se ha podido establecer que estos objetos pertenecían a un período cultural tardío a la fase ostionoide y que los pobladores de esta área posiblemente aún vivían para la época del desembarco colombino.

### Colonización española
1560 - Fecha arrojada por prueba de radio carbono hecha a un trozo de madera de un ataúd que se encontró en unas excavaciones realizadas en el piso de la hoy Basílica de Nuestra Señora de la Monserrate. De estas pruebas se infiere que la ermita fue construida antes del 1600. En este mismo año se aparece la Virgen al campesino Giraldo González en el cerrito Monserrate.
1589 - Juan de Castellano menciona al río Horomico como uno de varios ríos auríferos (de nacimientos de oro) en su Elegía VI, de Varones Ilustres de Indias.
1590 - Ocurre la aparición de la Santísima Virgen de Monserrate a Giraldo González.
1645 - Fray Damián López de Haro menciona el "sitio de Hormigueros" en las Constituciones (San Juan, Obispado, 1920). La denominación ostionoide surge a razón de que es en Punta Ostiones, sector costero del barrio Miradero de Cabo Rojo, donde el arqueólogo estadounidense Irving Rouse descubrió sus restos más representativos; partiendo de estos hallazgos se determina que ese lugar fue habitado desde 820 a C. al 1050 d C.
1647 - El canónigo Diego Torres nos describe en su visita a Hormigueros, la ermita y sus ornatos, nos refiere la devoción en torno a ella los milagros que se le atribuyen y sus particularidades.
1692 - Período de formación del poblado de Hormigueros, su estructura inicial es de aldea dentro de la Villa de San Germán.
1696 - La ermita de Monserrate adquiere una casa de peregrinos.
1699 - Francisco García Pagán consigna que ´´...su abuelo materno Giraldo González, previas licencias necesarias, había más de un siglo, fundó la referida ermita la dotó y proveyó de alhajas y ornamentos colocando en ella a Nuestra Señora de la Monserrate en reconocimiento de haberle librado milagrosamente de la fuerza de un toro".

#### SigloXVII
1701-1711 - Como consecuencia de los hechos arbitrarios, acciones ventajosas, excesos de facultades y acusaciones injustas contra la Villa de San Germán por parte del Gobernador Gutiérrez de Rivas se suscita una rebelión. en esta se encuentran los hormiguereños José de la Rosa, conocido como el indio, y el mestizo Juan Marín.
1720 -Se comienza a construir las paredes en piedra de la ermita de la Monserrate y el obispo Fernando Valdivia la declara Santuario.
1737- El Santuario es reedificado y hermoseado bajo las órdenes de Manuel García Pagán.
1780 -Se edifica la Casa de la Familia Márquez.
1784 - Don Giraldo García reedifica la ermita en sus terrenos dotándola de azotea, bóveda en su capilla, tres naves y su pórtico con dos sacristías.
1796 - Se elige a Don Mateo Belvis, abuelo materno de Don Segundo Ruiz Belvis y prominente propietario de Hormigueros y San Germán, como Regidor de la Villa de San Germán.

#### SigloXIX
1804 - Don Mateo Belvis es nombrado mayordomo- tesorero del Santuario, puesto que adquiere por ser esposo de doña María Antonia García, heredera de la mayordomía vía su padre, don Geraldo García. Se abren las puertas para la consolidación de una política liberal en Puerto Rico que culmina con la Real Cédula de Gracias (1815) y la vigorización en la producción de azúcar.
1805 - El Santuario de la Monserrate es declarado "ayuda de Parroquia" por el Obispo Don Juan Alejo de Arizmendi.
1807- Nace cerca de la Hacienda La Florentina don Antonio Duvergé, el general que peleó, luchó y murió por la soberanía de la República Dominicana. Don Joaquín Balaguer lo llamó " el primer paladín de la Patria en la frontera", el príncipe de los caudillos militares que laboran entre el humo de los combates de la independencia dominicana" y el "Sucre dominicano".
1814- El primer obispo puertorriqueño, Don Juan Alejo de Arizmendi, enfermó gravemente mientras llevaba a cabo una visita pastoral al santuario. Mientras estuvo en agonía yacía en el lecho en la Casa de los Peregrinos.
1829 - Nace Don Segundo Ruiz Belvis el 13 de mayo en la Hacienda Luisa Josefa en Hormigueros. A lo largo de su vida lucha contra las fuerzas obscuras de la esclavitud y por la independencia patria junto al Dr. Ramón Emeterio Betances.
1800-1860 - Período en el que se establecen varias haciendas "trapiches" tales como Luisa Josefa, Acasia, San José
(luego Eureka) y otras.
1830-1860 – Período en el que se introducen esclavos a Hormigueros obtenidos en las costas de África, a través de Curazao y San Tomás, estos eran bautizados, en el Santuario. La mano de obra esclava se convierte en pieza fundamental en el cultivo de la caña de azúcar y rica fuente de elementos básicos de nuestra cultura.
1850-1852 - El Obispo Gil Esteves suprime la mayordomía en el Santuario.
1856 - Entre los días 10 al 27 de agosto mueren 202 personas víctimas de la epidemia de cólera morbo. De estas 80 eran esclavos.
1858 - Don Segundo Ruiz Belvis comienza su vida política, desempeñándose como Síndico en el Ayuntamiento de Mayagüez. Entre sus deberes estaba el velar por el buen trato de los esclavos y por el manejo de fondos públicos.
1866 - Don Segundo Ruiz Belvis deja libres varios de los esclavos de su recién heredada hacienda Josefa. La agitación y persecución política impide la liberación del resto de la dotación y propician su salida al destierro.
1867 - Muere don Segundo Ruiz Belvis, en Valparaíso, Chile. Luego de presentar en Madrid un documento que había redactado junto a Francisco Mariano Quiñones y José Julián Acosta exigiendo la abolición inmediata de la esclavitud, con o sin indemnización.
1863-1873 - Vecinos de Hormigueros hacen peticiones segregacionales para separar el territorio y crear un pueblo independiente de San Germán.
1872 - Constancia documental de la existencia de un puesto para la Guardia Civil en Hormigueros.
1874 - El día 1 de abril, luego de una larga lucha, Hormigueros se separa finalmente de San Germán, de manera jurisdiccional y administrativa.
1878 - Se construye el acueducto de las Plumas y el Puente Torréns, que lleva el nombre del entonces alcalde Modesto Torréns. Para ese año el municipio contaba con 4,000 habitantes, de los cuales 500 vivían en el área urbana.
1880 - Se canoniza el territorio del Santuario y se declara independiente de San Germán, formando desde ese momento parte del territorio de Hormigueros.
1889 - El dueño de la Central San José, Don Carlos Manuel Fajardo y Belvis, establece las primeras máquinas de descascarar arroz.

### Colonización estadounidense
1898 - Las tropas estadounidenses ocupan el pueblo mientras confrontan resistencia en las afueras del pueblo. Se enfrentan en fiero combate españoles contra estadounidenses en el Puente Silva.
1899 - Hormigueros es anexado al pueblo de Mayagüez por orden del general Guy V. Henry. Según Adolfo de Hostos, «esta decisión fue presentada por el pueblo».
1901 - El 20 de septiembre en el barrio Benavente, nace el poeta epigramista y dirigente nacionalista don Juan Gallardo Santiago, cercano colaborador de don Pedro Albizu Campos en las guerras literarias de la década de 1930. Fue uno de los presos políticos encarcelados de 1936-37, año en el que fue trasladado a la Prisión Federal de Atlanta. Su obra literaria, al igual que sus escritos políticos, permanecen inéditos.
1907 - La Hacienda San José se transforma en la "Central Azucarera Eureka" siendo su dueño don Mateo Fajardo.
1912 - Como consecuencia del clamor del pueblo, la Asamblea Legislativa constituye como municipio independiente a Hormigueros.
1925 - La Parroquia queda sujeta a la diócesis de Ponce.
1927-Fue construida la antigua Casa Alcaldía por el Sr. Ignacio Flores, bajo la dirección del arquitecto Rafael Carmoega, el mismo que diseño el Capitolio de Puerta de Tierra, dos años después de haber construido este ayuntamiento.
1928-29 – Se intenta anexar nuevamente el pueblo de Hormigueros a Mayagüez o a San Germán, sin embargo, este plan es frustrado gracias a la oposición del pueblo.
1935 - Fue construida la estación del Tren San Francisco por la American Railroad co,. a través de esta llegaban visitantes y mercancía al pueblo. También estaba muy activa durante las fiestas patronales, cuando llegaban miles de peregrinos para rendir culto a la Virgen de la Monserrate.
1940-1960- Años de bonanza económica de la Central Eureka.
1950 -A petición de un grupo de devotos, la imagen de la Virgen de la Monserrate es llevada a la Catedral de Ponce.
1952 - El 30 de septiembre el Gobierno Municipal cede al Servicio Insular de Bomberos el solar donde Don Antonio (Toñin) Rodríguez construyó el Cuartel y parque de Bombas.
1959 - Se construyó la antigua plaza de Recreo que alberga la estatua del prócer don Segundo Ruiz Belvis.
1961- Año en que se completa la construcción de la autopista que va desde Ponce a Mayagüez, atravesando el territorio del municipio de Hormigueros, facilitando el acceso y la transportación en el área suroeste.
1967 - Se construye la primera urbanización del Municipio de Hormigueros: Valle Hermoso.
1968 - Llega a Hormigueros la Congregación de Hermanas Dominicas de Fátima.
1969-70 - Fueron contraídas las facilidades del Cuartel de la Policía Estatal por la Compañía Sadoth Antorgiorgi Construction.
1972 - Se construye en terrenos de Hormigueros parte del centro comercial: "Mayagüez Mall".
1975 - La Oficina Estatal de Preservación Histórica del Estado Libre Asociado de Puerto Rico incluye a la Casa de los Peregrinos y al Santuario de la Virgen de la Monserrate como patrimonio en el Registro Nacional de Lugares Históricos del Departamento de lo Interior de los Estados Unidos de América.
1976 - Queda la Parroquia sujeta a la diócesis de Mayagüez.
1977 - Durante unos trabajos de restauración en el Santuario, dirigidos por monseñor Francis R. López, se encuentra una fosa con varios cadáveres. Es de este hallazgo que provino el pedazo de madera sometido posteriormente a la prueba de radio carbono para determinar que la madera utilizada en el ataúd encontrado fue cortada a fines del siglo XVI.
Es también, durante este año que cierra la Central Eureka, tras quince años de ser una de las primeras centrales azucareras del país.
1983 - Fue construido el primer parque de recreo pasivo a la entrada del pueblo, el mismo lleva el nombre de Don Segundo Ruiz Belvis y exhibe un monumento diseñado por el escultor, artesano y maestro Luis Heriberto Vega en honor a la abolición de la esclavitud.
1989 - Fue construida la nueva Casa Alcaldía por Raúl Carrero bajo la dirección del Arquitecto Ricardo Irizarry. La misma lleva el nombre del Hon. Luis A. Albelo Nazario, exalcalde de este Municipio.
1990 - Se inaugura el Coliseo con el nombre de nuestro destacado baloncelista Wilfredo Toro Vázquez. Se celebran los 400 años de la aparición Mariana en el cerrito Monserrate. (1590-1990)
1997 - El pueblo de Hormigueros se enfrenta a una crisis generada por la falta de agua al colapsar el pozo que suministra el preciado - La iglesia de nuestra Señora de la Monserrate se le otorga el título de Basílica Menor.
1999 - Durante el mes de octubre, se lleva a cabo la celebración de la denominación al Santuario de la Virgen de la Monserrate, como Basílica Menor de Nuestra Señora de la Monserrate.
Se inaugura el paseo de la Abolición, el mismo está localizado sobre la quebrada Las Lajas.(Cerca del Residencial Gabriel Soler).
2001 - Se inaugura la cablería soterrada de la calle Mateo Fajardo y San Antonio.
2002 - Se inaugura el Centro de Mando y Hormigueros Plaza (enero), La Estación del Trolley (mayo), La Escuela Colinas del Oeste ( agosto) y La Monserrate Court (julio).
2003 - Se inaugura la nueva plaza de recreo de Hormigueros y El Campo de Bateo.
2005 - Es asesinado en operativo del FBI el líder fugitivo del Ejército Popular Boricua “Macheteros”, Filiberto Ojeda Ríos en el barrio Jagüitas, sector Plan Bonito de Hormigueros.
2006 - (21 de agosto). Son traídos desde el pueblo de Bayamón los restos mortales de Don Segundo Ruiz Belvis para ser enterrados en Hormigueros. (22 de agosto). Son enterrados en el antiguo cementerio municipal de Hormigueros los restos mortales de Don Segundo Ruiz Belvis.

## Gobierno y política
Pueblo de Hormigueros es representativo al resto de Puerto Rico a su visión política. Las diferencias entre los partidos mayoritarios varían en menos del 3%.

## Localización
El pueblo de Hormigueros se encuentra localizado en la región de los valles de la costa occidental, sin embargo, la porción norte central de su territorio cae dentro de la región montañosa lluviosa del oeste.

## Límites Territoriales
El Municipio limita al norte y nordeste con el pueblo de Mayagüez, al oeste y sureste, al pueblo de San Germán y por el sur y oeste al pueblo de Cabo Rojo.
- Extensión Territorial. Su extensión territorial es de 28,9 km² (11,16 millas cuadradas o 7.355,48 cuerdas).

## Geología
La formación geológica local es de origen volcánico. Las localidades altas y semialtas son de cenizas volcánicas consolidadas y piedra caliza, las capas de tierra que forman el valle a lo largo de los ríos son de sedimentos de aluvión, por lo que el valle es uno de los más fértiles de la región. (Ortiz de Negrón, 1988).

## Clima y Temperatura
Las condiciones climatológicas de Hormigueros son cálidas y húmedas. La temperatura promedio anual es de 22 a 24 °C (72 a 79 °F). Durante los meses de diciembre a marzo es temporada seca y de mayo a noviembre la lluviosa.

## Topografía
El municipio puede ser dividido en tres áreas; montañosa, que cubre una cuarta parte, con elevaciones de relativa altura; semimontañosa, que se extiende de este a oeste cubriendo el casco urbano en el que sobresale el cerro donde está ubicado la hoy Basílica Menor de nuestra Señora de la Monserrate; y el área llana, que con más de 14,5 km² compone el amplio y fértil valle con sus ricos suelos aluviales y sus ríos. Es basado en la topografía del lugar que han surgido los nombres (toponímica) de la comunidad.

## Hidrografía
El sistema hidrográfico de la localidad está compuesto por los ríos: Estero, Rosario, Guanajibo y Duey, además de varias quebradas, arroyuelos, manantiales y pozos.
Los ríos que pasan por el pueblo son el Río Rosario y el Río Guanajibo.

## Climatología
Entre los fenómenos atmosféricos sufridos por el Municipio se encuentran: ondas tropicales, huracanes, ciclones, remezones y sequías. Debido a la topografía del territorio estos embates de la naturaleza en muchas ocasiones han causado estragos, siendo las inundaciones causantes de los efectos más lamentables. Sin embargo, en las últimas décadas, la canalización de los ríos y las quebradas, así como el tratamiento de los terrenos, han disminuido de manera considerable el impacto de estas amenazas para la población.

## Flora y Fauna
Debido a la variedad de hábitat que provee el pueblo, existe un número variado de especies de aves desarrolladas en el área. Entre ellas sobresalen el pitirre, la reinita, el mozambique, el carpintero, el halcón, el guaraguao, el ruiseñor, el zorzal de patas coloradas (especies que se han desarrollado en los montes y colinas) así como la garza blanca, el martinete, la rolita y el gorrión (que se han desarrollado en el cañero y los ríos).
La vegetación es típica del carácter húmedo y cálido del clima local, en esta abunda el bambú, una variedad de árboles, tanto madereros como ornamentales, pastizales y muchas plantas medicinales. El árbol típico del pueblo es el algarrobo.

## Barrios y Urbanizaciones que componen el Municipio
El municipio está compuesto por los siguientes barrios:
- Benavente
- Guanajibo
- Hormigueros
- Hormigueros Pueblo
- Jagüitas
- Lavadero

El pueblo también está dividido por sectores.Los nombres son Lavadero, Plan Bonito, Jagüitas, las Parcelas San Romualdo, Las Plumas, el 5, Valle Hermoso Arriba y Abajo, Las Delicias, Guanajibo y el casco urbano.

## Economía
La economía de Hormigueros desde comienzos de su colonización fue esencialmente agrícola. Sus vegas en el río Guanajibo y Rosario se prestan a las mil maravillas para la siembra del tabaco, plátanos, yautías, caña, etc. En su parte alta se sembraba café.  Para la elaboración de azúcar había varios trapiches de madera. También se producía ron.Para el 1881 más o menos surge la Central Eureka que era una de las más antiguas de la Isla. Ésta comenzó con una maquinaria hidráulica. En sus mejores tiempos podía moler hasta 35,000 toneladas de caña. Cerró para el 1979. Allí están sus ranchones y su maquinaria como si fueran fantasmas de otros tiempos y de otros estilos de vida.  Actualmente la agricultura en este municipio, como en todo Puerto Rico es mínima, pues su economía se ha tornado industrial-comercial. La economía de Hormigueros está orientada mayormente hacia Mayagüez que casi le ha dado alcance con su expansión comercial y urbana.
Hay unas cuatro fábricas operando en su jurisdicción, las que producen varios cientos de empleados directos. Como todo municipio pequeño, se depende de los gobiernos municipal y estatal como fuentes de empleos.

## Lugares de Interés/Cultural
- Basílica Menor Nuestra Señora de la Monserrate
- Casa de los Peregrinos
- Teatro "Juanita Arenas"
- Central Eureka
- Plaza Pública Segundo Ruiz Belvis
- Mausoleo Segundo Ruiz Belvis
- Misión Ortodoxa San Juan Climaco (Iglesia Ortodoxa Rusa Fuera de Rusia)
- Basílica Menor Nuestra Señora de la Monserrate

## Colegios y Escuelas
- Escuela Elemental "Giraldo González"
- Escuela Superior Vocacional "Segundo Ruiz Belvis"
- Escuela Elemental e Intermedia "Alfredo Dorrington Farinacci"
- Escuela Elemental "Ana Pagán"
- Escuela Elemental "Rafael Hernández"
- Escuela Elemental "Miguel Angel"
- Escuela Intermedia "Ramón E. Rodríguez Díaz"
- Colegio Presbiteriano Rehma
- Colegio La Monserrate

## Equipos deportivos
2007 Hormigueros tiene su primer equipo representativo Doble A Superior de la Federación de Béisbol Aficionado de Puerto Rico, Peregrinos de Hormigueros. Apoderado Sr. Ricardo Olivencia. A Olivencia le siguieron el señor Wilfredo Rivera (2009), el señor José F. Rodríguez (2010) y el ingeniero José L. Pérez (2014).

## Personas distinguidas
- Bobby Cruz: Cantante Salsero
- Segundo Ruiz Belvis: abolicionista, independentista, abogado, íntimo amigo y colaborador de Ramón Emeterio Betances y Alacán
- Modesta Díaz Segarra: primera mujer en ocupar el cargo de alcaldesa en la isla
- Mario Cancel: profesor, historiador, escritor
- Antonio Duvergé: Militar y líder independentista de la República Dominicana
- Miguel Ángel Rivera: Educador
- Alexander Cano Rosa: Bajista y arreglista de la Sonora Ponceña
- Don Julio Toro Vega: Alcalde de pueblo
- Jorge Bonilla: Procer de Plan Bonito